# Компарон, Элейн
Элейн Компарон (англ. Elaine Comparone; род. 1943, Лоренс, Массачусетс, США) — американская клавесинистка.

## Биография
Родилась в 1943 году в городе Лоуренсе, в семье музыкантов. Обучаться игре на фортепьяно начала в возрасте четырёх лет под руководством своей матери. Также в детстве играла на скрипке и флейте, игру на которых преподавал её отец.
Во время обучения в Брандейском университете увлеклась игрой на клавесине и, получив грант по программе Фулбрайта, была направлена в Венский университет музыки и исполнительского искусства для обучения у Изольды Алгримм.
В 1970 году стала лауреатом премии Гильдии концертных исполнителей и, получив грант (Solo Recitalist and Recording Grants) от американского фонда Национальные пожертвования для искусств, дала ряд сольных концертов, в том числе в Alice Tully Hall в Линкольн-центре, Merkin Hall, Weill Recital Hall в Карнеги-холл, YW-YMHA на 92-й улице Нью-Йорка, в Метрополитен-музее, Дэйтоновском институте искусств и Библиотеке конгресса США.
С 1974 года, когда исполнительница выиграла грант музыкального фонда Рокфеллера (Rockefeller Fund for Music), она выступила с концертами во всех континентальных штатах США — в качестве солиста, а также основателя и участника нескольких ансамблей — «The Queen’s Chamber Band», «Trio Bell’Arte» и дуэта «Bach with Pluck!».

## Творчество
На отличительную манеру выступлений исполнительницы, предпочитающей играть на клавесине стоя, повлияли ряд старинных изображений, в том числе картины голландского живописца XVII века Вермера Делфтского, а также, по её собственным словам, что она «является представителем поколения рок-н-ролла».
Под её руководством компания Hubbard Harpsichords разработала и построила высокую подставку из дуба (названную «Бруклинский мост»), с помощью которой инструмент приподнимается на нужную высоту.
Выступала вместе с Chamber Music Society Линкольн-центра, New York Virtuosi Chamber Symphony, New York Pro Arte Chamber Orchestra, Stuttgart Chamber Orchestra и другими оркестрами. Её сотрудничество с New York Virtuosi Chamber Symphony включало серию ежегодных концертов и мастер-классов в Миллеровском театре Колумбийского университета.
В октябре 1993 года, во время первого американского турне московского государственного академического камерного «Вивальди-оркестра» и его дебюта в Alice Tully Hall в Линкольн-центре, в последний момент заменила заболевшую клавесинистку.
Является основателем и директором Harpsichord Unlimited, некоммерческой организации, занимающейся популяризацией клавесинной музыки и просвещением аудитории относительно истории и особенностей инструмента. В рамках этой программы координирует и сама выступает в ежегодном цикле концертов камерной музыки в Нью-Йорке.
Интерес исполнительницы к современной музыке, дал импульс к сотрудничеству со многими известными композиторами. Спустя двадцать семь лет после создания своей Первой клавесинной сонаты Винсент Персикетти, услышав игру Элейн Компарон, снова вернулся к созданию клавесинной музыки, посвятив Элейн свои Вторую и Третью клавесинные сонаты. Лестер Тримбл сочинил для исполнительницы Концерт для клавесина. В 1993 году, в рамках архивного проекта «Американская музыка», Элейн Компарон записала в Братиславе вместе с симфоническим оркестром Словацкого радио «Фантазию с вариациями» Уильяма Томаса МакКинли. Исполнительское мастерство Элейн Компарон вдохновило Роберт Баксу (Robert Baksa) на создание «Фантазии-партиты» и Концерта для клавесина и струнных. На своем восьмом по счету компакт-диске клавесинистка совместно с Seattle Symphony и дирижёром Джерардом Шварцем записала Концерт для клавесина Стивена Кемпа (Stephen Kemp). Среди её записей есть также марши и рэгтаймы Скотта Джоплина.
В сотрудничестве с чилийским видеорежиссёром Хуаном Дауни Элейн Компарон создала для Voyager видеофильм «Фуга ля-минор И. С. Баха», получивший признание и показанный на общенациональном телевизионном канале PBS-TV.

## Награды
- Премия Гильдии концертных исполнителей (1970[5])

## Избранная дискография
- «Rameau: Pieces de Clavecin en Concerts» Lyrichord LEMS 8040 (Музыка Жана-Филиппа Рамо; Элейн Компарон (клавесин) и члены The Queen’s Chamber Band)
- «Scarlatti: The Cat’s Fugue» Lyrichord LEMS 8043 (Фуга и сонаты Доменико Скарлатти; Элейн Компарон (клавесин)
- «Dowland: Passionate Pavans» Lyrichord LEMS 8046 (Музыка Джона Дауленда; The Queen’s Chamber Band Soloists)
- «Bach with pluck! The Six Organ Trio sonatas of J. S. Bach, BWV 525—530» ESS.A.Y 1023 (Душан Богданович (Dusan Bogdanovic) (гитара), Элейн Компарон (клавесин)
- «Bach with pluck!, Vol. II. The Inventions and Sinfonias of J. S. Bach, BWV, 772—801» ESS.A.Y 1039 (Душан Богданович (гитара), Элейн Компарон (клавесин)
- «The Bueckeburg Bach» Premier 1051 (Трио и сонаты Иоганна Кристофа Фридриха Баха; Trio Bell’Arte)
- «Viva L’Italia» 4TAY 4011 (Музыка Монтеверди, Броски, Генделя, Горзаниса, Иоганна Кристиана Баха и Джона Дауленда; The Queen’s Chamber Band)
- «Harpsichord Sonatas of Persichetti and Scarlatti» Laurel 838 (Сонаты Винсента Персичетти и Доменико Скарлатти; Элейн Компарон (клавесин))
- «William Thomas McKinley’s Fantasia con Variazioni» MMC 2016 Modern American Classics, Vol. 1 (Элейн Компарон (клавесин), Slovak Radio Symphony Orchestra п/у Роберта Станковского (Robert Stankovsky)
- «The Entertainer. Rags, Waltzes & Marches of Scott Joplin» Premier 1043 (Trio Bell’Arte)